# 理髮

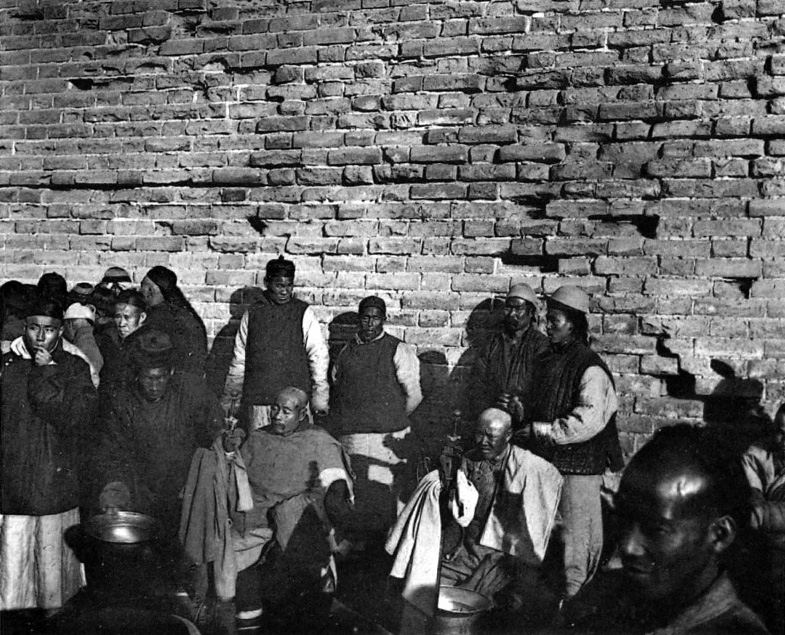
天津的理发师（1900年-01年）

两位理发师分别为两个人剪头发

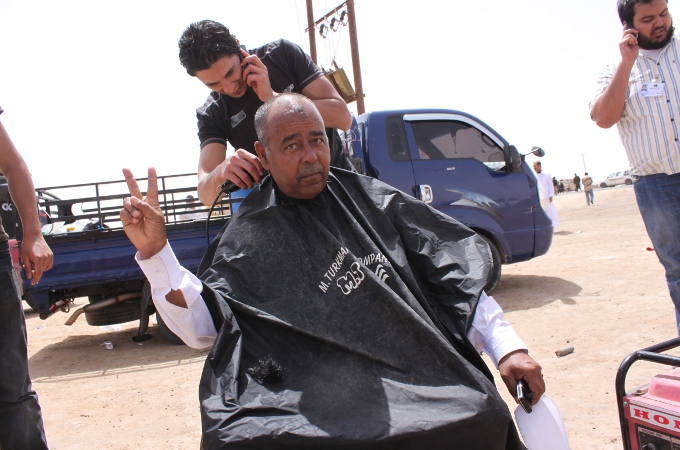
一位理发师为一名老人剪头发，拍摄地点为利比亚艾季达比耶西门(Ajdabiya's western gate)的一个临时沙龙(makeshift salon)

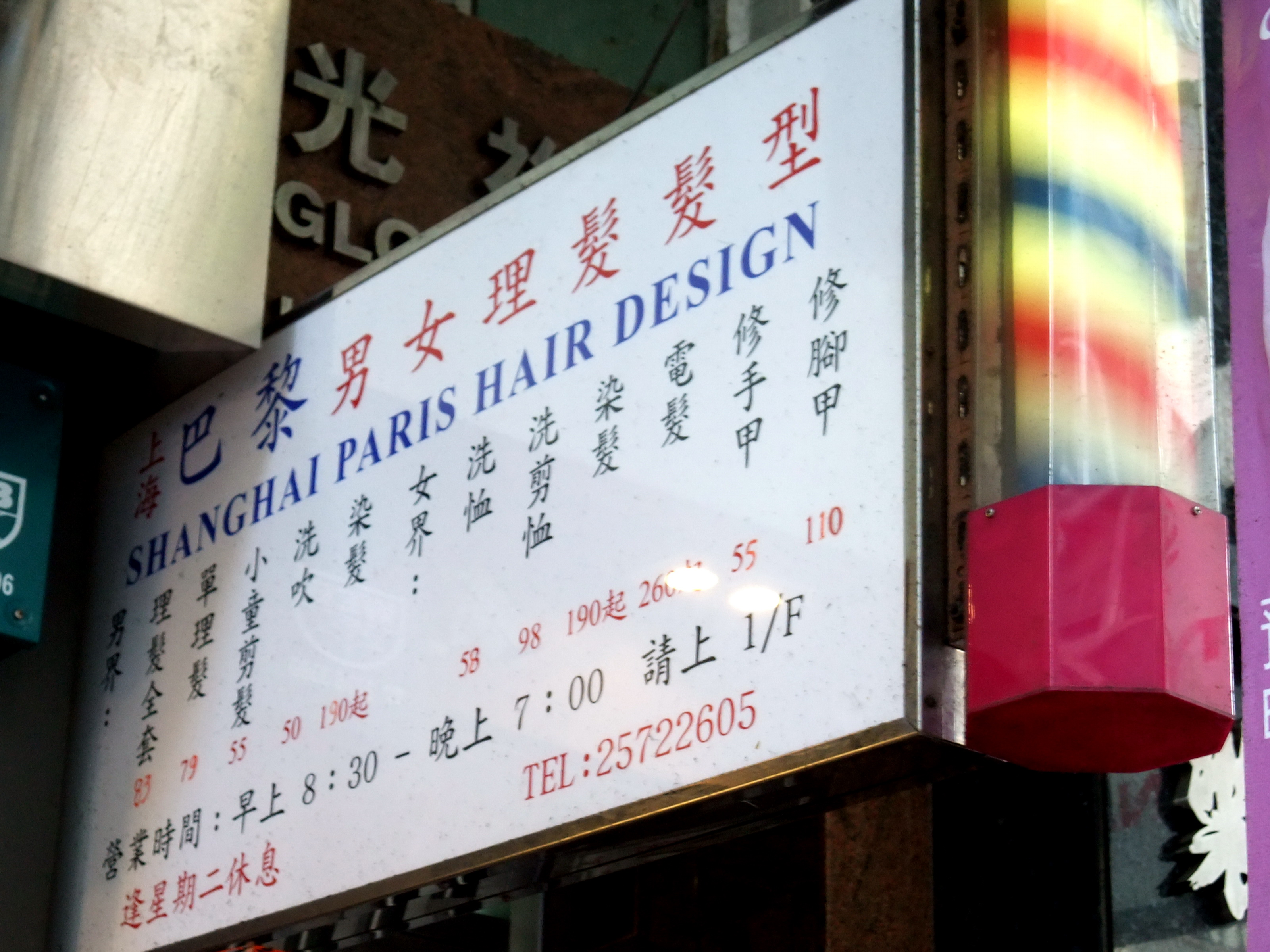
一間位於香港灣仔的理髮店2011年價目表。

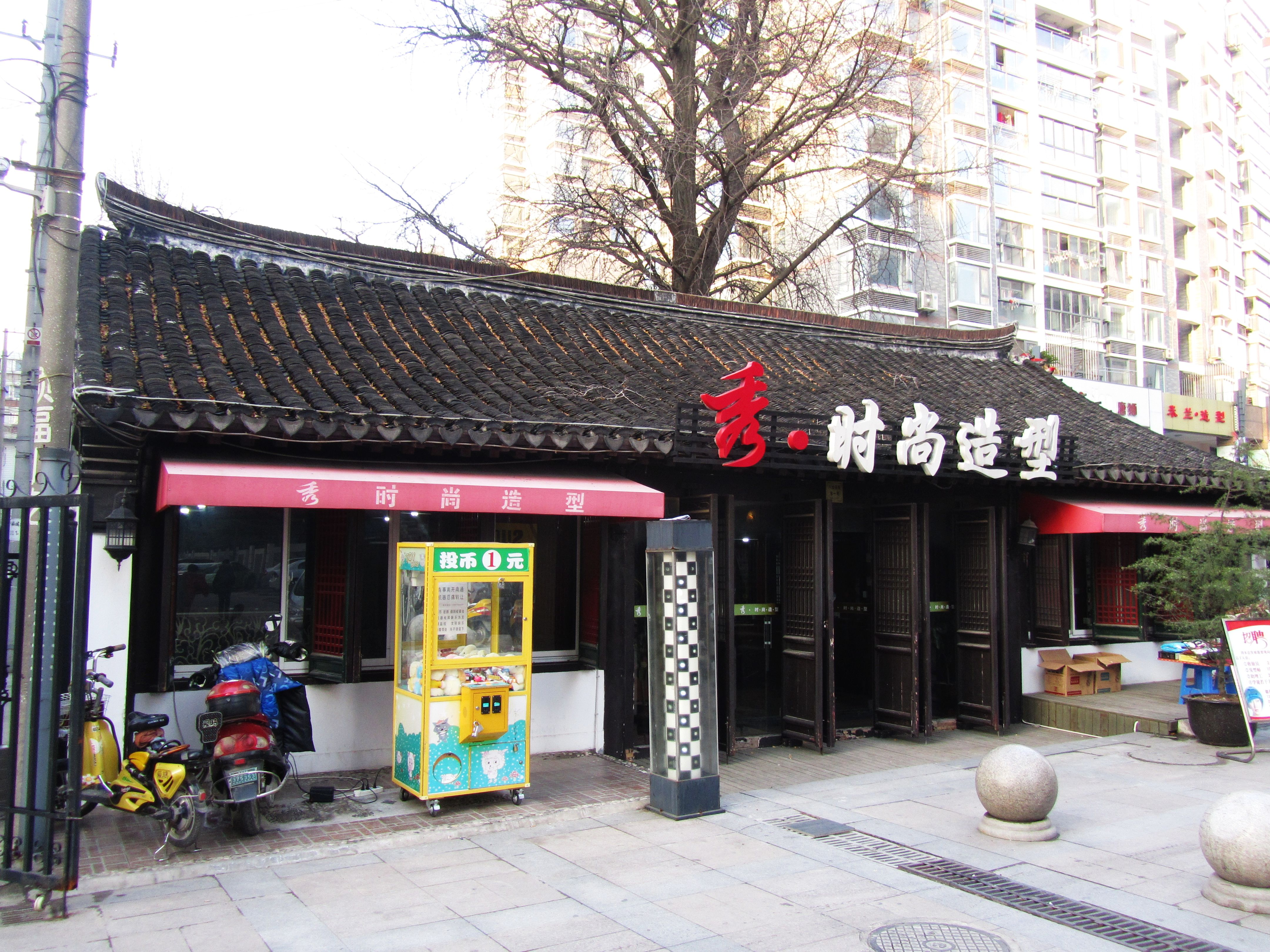
南通開在明朝建築內的一間理髮屋

理髮，又称頭髮護理，常見的是修剪頭髮，又稱為剪髮，俗称剃头，令人清潔整齊，亦有美容之功用。理髮可以是個人、家庭生活部份，由家屬或朋友互相幫助。在現今社會的科技進步下，理髮為一種助自己的行動，即「自己剪頭髮」。
理髮通常是指基本的頭髮護理，而頭髮的美化則稱為美髮。除了剪髮，理髮可能包括洗髮、吹髮、染髮、恤髮、定型、剪髮及電髮(燙髮) 等。

## 理髮工具
- 洗頭水
- 牙剪
- 剪发器
- 髮夾
- 髮泥
- 染髮劑
- 熱毛巾

## 相關
- 髮型
- 理发师